# Collection Télé Junior
Collection Télé Junior est une collection de 23 bandes dessinées brochées plastifiées de 48 à 50 pages éditée par la maison d'édition Télé Junior S.A..

## Historique
Lancées à la fin des années 1970 par un ancien journaliste, Franklin Loufrani, les éditions Télé-Junior publient les revues Télé Parade, Télé-Junior, Télé-BD, Wickie, Les Fous du Volant et Les Visiteurs du Mercredi. Tous ces magazines adaptent en bandes dessinées les séries télévisées populaires auprès du jeune public. Des équipes de dessinateurs et de scénaristes français sont engagés pour produire ces produits faits exclusivement pour la France ainsi que les autres pays francophones. On peut citer notamment parmi eux Gerald Forton, Jean Frisano, Jean-Marie Pélaprat, Pierre Le Goff ou Roland Gremet parmi les plus expérimentés et Erik Arnoux, Norbert Fersen et Brice Goepfert parmi les nouveaux venus.
23 albums brochés ont été publiés reprenant les récits complets parus dans les magazines.

## Publications

### Première série (1979-1980)[2]
1. Mightor : Le Peuple des ténèbres (1er janvier 1979)
2. Goldorak (1er mars 1979)
3. Super Jaimie : La 9e victime (1er juin 1979)
4. L'Homme qui venait de l'Atlantide (1er juillet 1979)
5. Mightor : La Loi de la Jungle (1er septembre 1979)
6. Prince Noir : Le Jumping de Windsor (1er octobre 1979)
7. Les Brigades du Tigre (1er octobre 1979)
8. L'Homme qui valait trois milliards (1) (1er octobre 1979)
9. Les Mystères de l'Ouest (1er novembre 1979)
10. Thierry La Fronde : L'espion perdu (1er décembre 1979)
11. Spécial Gérard Majax (1er décembre 1979)
12. Les Têtes Brûlées (1er janvier 1980)
13. L'homme qui valait trois milliards (2) (1er juin 1980)

### Deuxième série (1980)[3]
1. Fantomas : Un crime mystérieux (1er septembre 1980)
2. Chapeau Melon et Bottes de Cuir (1er juillet 1980)
3. Super Bug (1er juillet 1980)
4. Scoubidou : Le Trésor de la Momie (1er octobre 1980)

### Troisième série (1981-1982)[4]
1. Galactica : 8 Histories Completes, Vol. 1 (1er décembre 1981)
2. Galactica : 8 Histories Completes, Vol. 2 (1er avril 1982)
3. Fantôme (1er avril 1982)
4. Buck Rogers (1er avril 1982)
5. Spectreman (1er avril 1982)
6. Mister Magoo (1er octobre 1982)